# Quipuanthus
Quipuanthus , monotipsaki biljni rod iz porodice melastomovki smješten u tribus Cyphostyleae. Raširen je po Ekvadoru i Peru.
Rod Quipuanthus iz podnožja istočnih Anda u Ekvadoru i Peruu opisan je 2014. godine u Syst. Bot. 39(2): 535. Čini se da je Quipuanthus povezan s rodovima Allomaieta, Alloneuron i Wurdastom u plemenu Cyphostyleae, ali kombinacija znakova kao biljke s haplostemonoznim cvjetovima, zakrivljenim stilom, inferiornim jajnikom i apikalno dehiscentirajućim kapsulastim plodovima jedinstvena je među Melastomovkama. Opisana je i ilustrirana nova vrsta Quipuanthus epipetricus.